# Klaus Däumichen
Klaus Däumichen (* 3. November 1940 in Axien; † 19. November 2008 in Bern) war ein deutscher Forschungsökonom.

## Werdegang
Nach der Grundschule in Axien absolvierte er eine Lehre als Elektromonteur in Prettin. Danach besuchte er die Arbeiter-und-Bauern-Fakultät an der TU Dresden. 1961 bis 1965 studierte er Industrieökonomik für die Elektroindustrie an der Humboldt-Universität zu Berlin. 1979 wurde er zum ordentlichen Professor für Forschungsökonomie an der Humboldt-Universität Berlin berufen. 1989 wurde er zum Direktor des Instituts für Hochschulforschung (Ost) gewählt. Nach der Wende war er wesentlich beim Neuaufbau des Wissenschaftsstandorts Berlin-Adlershof beteiligt.

## Veröffentlichungen
- Grundlagen der Bewertung ökonomischer Informationen bei der Vorbereitung von Leitungsentscheidungen. Humboldt-Universität, Berlin 1969, Dissertation, DNB 482620803.
- Hohe Leistungen in der Forschung. Eine Herausforderung an die Hochschullehrer. Zentralinstitut für Hochschul-Bildung, Berlin 1985, DNB 901383090.
- (als Hrsg.): Internationales Seminar „Probleme, Formen und Methoden der Intensivierung der Forschungsprozesse im Hochschulwesen.“ 12. bis 14. November 1985 in Berlin – Hauptstadt der DDR. Zentralinstitut für Hochschul-Bildung, Berlin 1986, DNB 890221162.
- (als wissenschaftlicher Bearbeiter): IX. Gemeinsames Seminar des Institut für Wissenschaftspolitik, Technischen Fortschritt und Hochschulbildung, Warschau und des Zentralinstituts für Hochschulbildung, Berlin zu Fragen der Hochschulentwicklung. 7. bis 11. April 1986 in Egsdorf. Zentralinstitut für Hochschul-Bildung, Berlin 1987, DNB 891571124 (Konferenzschrift).
- (zus. mit Irina Ehrhardt u. Horst Irmer): Technologietransfer und Technika in der DDR (= ADT-Focus. Band 4). Weidler, Berlin 1990, ISBN 3-925191-46-1.
- Streifzüge durch die Geschichte der Elbaue. Torgau, Prettin, Axien, Plossig, Dautzschen, Jessen (Elster), Mauken, Lutherstadt Wittenberg. Drei-Kastanien-Verlag, Wittenberg 2001, ISBN 3-933028-40-X.
- Das Jahrhundert-Hochwasser in Stadt und Landkreis Wittenberg. Drei-Kastanien-Verlag, Wittenberg 2002, ISBN 3-933028-54-X.
- Das Hitlerattentat. Die Landkreise Wittenberg und Torgau im Strudel der Ereignisse des Hitler-Attentats am 20. Juli 1944. Personen und Begebenheiten. Drei-Kastanien-Verlag, Wittenberg 2005, ISBN 3-933028-89-2.